# Мосс Лейн
Мосс Лейн (англ. Moss Lane), официальное спонсорское название — Стадион имени Дж. Дэвидсона (англ. J. Davidson Stadium) — многофункциональный стадион в Олтрингеме, Большой Манчестер, Англия. В настоящее время используется в основном для футбольных матчей. Является домашним стадионом клуба «Олтрингем». С 2008 по 2013 год на стадионе свои домашние игры проводила резервная команда «Манчестер Юнайтед». Также на стадионе проходили финальные матчи любительской футбольной лиги Тимперли и окрестностей (Timperley and District Amateur Football League).
На стадионе находятся две сидячие крытые трибуны с одной стороны, вмещающие 1323 зрителя, и стоячие террасы с трёх других сторон. Всего стадион вмещает 6085 зрителей. В 2015 году на территории стадиона был построен памятный зал Дукана Уотмора (Duncan Watmore Memorial Sports Hall), он был построен на средства, вырученные из трансфера Дункана Уотмора в «Сандерленд» за £6,2 млн.
С 1989 по 1992 год на стадионе проводил домашние игры регбилиг-клуб «Траффорд Боро», после чего он перебрался в Блэкпул.